# 1545 Thernoe
Thernoe (asteróide 1545) é um asteróide da cintura principal com um diâmetro de 18,71 quilómetros, a 2,1126292 UA. Possui uma excentricidade de 0,2378406 e um período orbital de 1 685,63 dias (4,62 anos).
Thernoe tem uma velocidade orbital média de 17,88973898 km/s e uma inclinação de 2,95559º.
Esse asteróide foi descoberto em 15 de Outubro de 1941 por Liisi Oterma.